# سیستم آبراه تورنتو

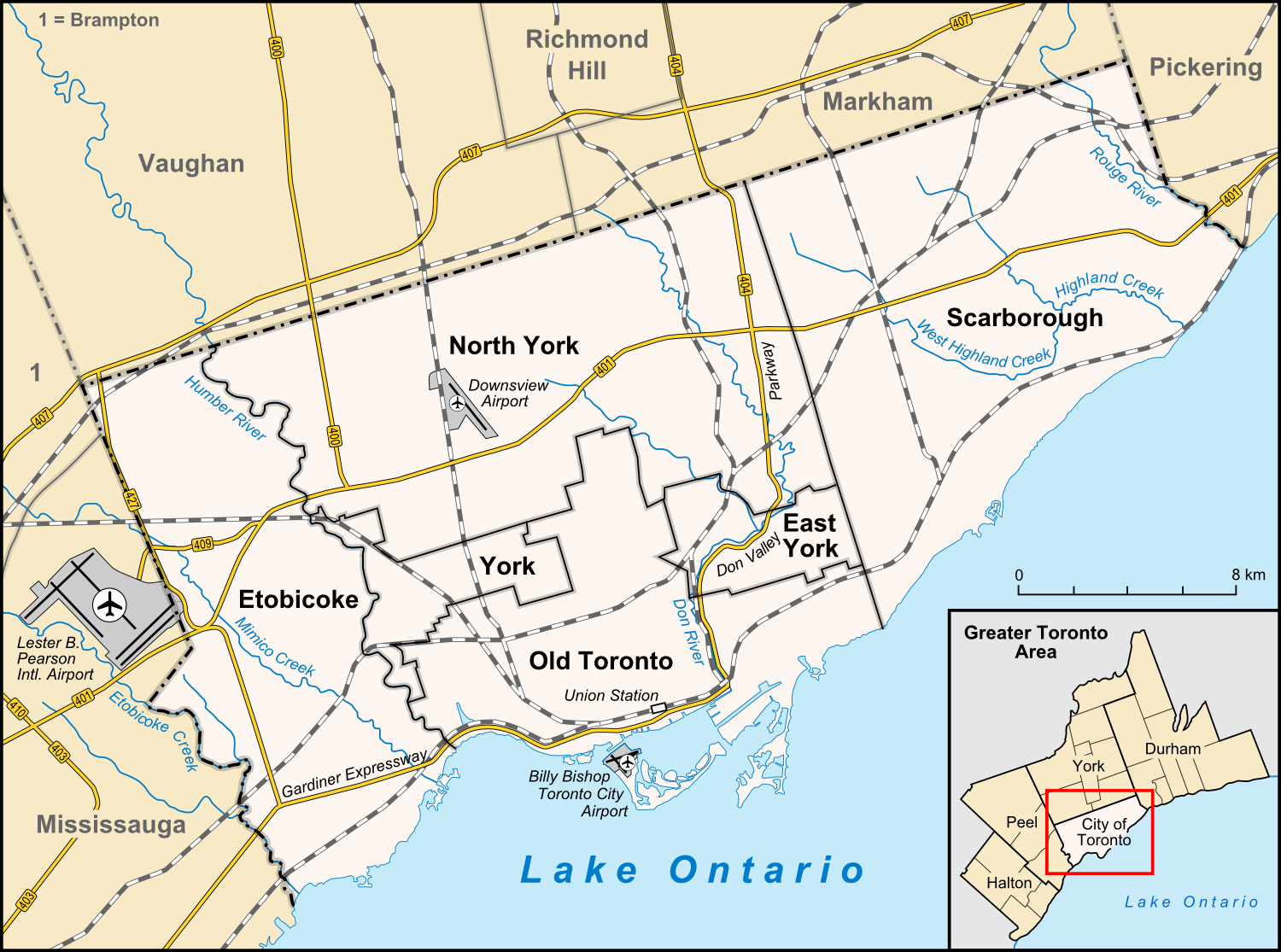
نقشه تورنتو و رودخانه‌های آن که سیستم دره تورنتو را تشکیل می‌دهند.

سیستم آبراه تورنتو (انگلیسی: Toronto waterway system) شامل مجموعه ای از آبراهه‌های طبیعی و مصنوعی یا جویبار در شهر تورنتو در کانادا است. این شهر تحت سلطه یک سیستم رودخانه ای بزرگ است که بیشتر شهر را در بر می‌گیرد، از جمله رود دون (انتاریو)، نهر اتوبیکو، نهر هایلند، رود هامبر (انتاریو)، نهر میمیکو و رود روژ (انتاریو).